# Lose Yourself
Lose Yourself is een single van rapper Eminem, afkomstig van de soundtrack van de film 8 Mile, waarin hij de hoofdrol speelt. De track werd geproduceerd door Eminem en coproducers Luis Resto en Jeff Bass en wordt vaak beschouwd als een van de beste hiphopnummers in de geschiedenis.
Het nummer was wereldwijd een groot succes en kwam op nummer 1 in verschillende landen, waaronder in de Verenigde Staten, Nederland en de United World Chart. Ook won het nummer een Academy Award voor Beste Originele Nummer, twee Grammy Awards, en nog twee nominaties voor een Grammy.

## Achtergrond
Het nummer is door Eminem geschreven tijdens een filmpauze van 8 Mile. Hij schreef het complete nummer in één keer. De tafel waarop hij het nummer schreef, is te zien in een scène van de film. Deze tafel is verkocht op eBay voor 10.000 dollar.
De stijl van het nummer lijkt op die van "Till I Collapse", een ander nummer van Eminem, afkomstig van The Eminem Show. Beide nummers beginnen met een piano, gevolgd door de beats, vergezeld van een gesproken intro door Eminem. In beide nummers speelt ook de bas een grote rol.

## Succes
"Lose Yourself" is de succesvolste single uit Eminems carrière tot nu toe. Het nummer stond 12 weken op de eerste plaats in de Verenigde Staten. Volgens het Guinness Book of Records is het nummer het succesvolste nummer van een rapartiest aller tijden. In Nederland stond het nummer vier weken op nummer 1 en behaalde het een twaalfde plaats in de Top 40-jaarlijst.
Ook was het nummer het eerste rapnummer dat een Academy Award kreeg. Het nummer won van de grote favoriet, "The Hands That Built America" van U2. Het gerucht gaat dat Eminem, die niet aanwezig was tijdens de uitreikingsceremonie, sliep toen de uitslag bekend werd gemaakt. Het was de eerste keer sinds veertien jaar dat de winnaar van de prijs voor het beste originele nummer niet aanwezig was om met het nummer op te treden. Luis Resto, een van de medeauteurs van het nummer, was wel aanwezig bij de uitslag om de prijs in ontvangst te nemen. Het Amerikaans Film Instituut zette "Lose Yourself" later op een 93ste plaats in hun Top 100 van Beste nummers uit Amerikaanse films. Pas tijdens de Oscar-uitreikingen van 2020 heeft Eminem alsnog opgetreden met het nummer, begeleid door een live orkest. 
Bij de Grammy Awards in 2004 werd "Lose Yourself" Eminems tweede nominatie voor "Record of the Year" en het eerste rapnummer ooit voor "Song of the Year". Het nummer won de Grammy's voor "Beste mannelijke solorap" en "Beste rap", wat in dat jaar een nieuwe categorie was.
Met een notering op de 166e plaats was "Lose Yourself" het hoogst genoteerde nummer uit de 21e eeuw opgenomen in de 500 Beste Nummers Aller Tijden van het muziekblad Rolling Stone.

## Videoclip
De videoclip van het nummer werd gefilmd in Detroit, Michigan, en bevat vele shots van de stad, waaronder beelden van de Ambassadorbrug. De clip is een mix van meerdere scenario's, met scènes uit de film 8 Mile en Eminem die rapt naast het teken "8 Mile Rd. Mobile Court", de hoes van de soundtrack voor de film.
De clip won een MTV Video Music Award in 2003 voor beste clip uit een film; 2003 was het laatste jaar dat deze prijs werd weggegeven.

## Hitnoteringen

### Nederlandse Top 40
| Hitnotering: 07-12-2002 t/m 05-04-2003 | Hitnotering: 07-12-2002 t/m 05-04-2003 | Hitnotering: 07-12-2002 t/m 05-04-2003 | Hitnotering: 07-12-2002 t/m 05-04-2003 | Hitnotering: 07-12-2002 t/m 05-04-2003 | Hitnotering: 07-12-2002 t/m 05-04-2003 | Hitnotering: 07-12-2002 t/m 05-04-2003 | Hitnotering: 07-12-2002 t/m 05-04-2003 | Hitnotering: 07-12-2002 t/m 05-04-2003 | Hitnotering: 07-12-2002 t/m 05-04-2003 | Hitnotering: 07-12-2002 t/m 05-04-2003 | Hitnotering: 07-12-2002 t/m 05-04-2003 | Hitnotering: 07-12-2002 t/m 05-04-2003 | Hitnotering: 07-12-2002 t/m 05-04-2003 | Hitnotering: 07-12-2002 t/m 05-04-2003 | Hitnotering: 07-12-2002 t/m 05-04-2003 | Hitnotering: 07-12-2002 t/m 05-04-2003 | Hitnotering: 07-12-2002 t/m 05-04-2003 | Hitnotering: 07-12-2002 t/m 05-04-2003 |
| Week:                                  | 1                                      | 2                                      | 3                                      | 4                                      | 5                                      | 6                                      | 7                                      | 8                                      | 9                                      | 10                                     | 11                                     | 12                                     | 13                                     | 14                                     | 15                                     | 16                                     | 17                                     |                                        |
| -------------------------------------- | -------------------------------------- | -------------------------------------- | -------------------------------------- | -------------------------------------- | -------------------------------------- | -------------------------------------- | -------------------------------------- | -------------------------------------- | -------------------------------------- | -------------------------------------- | -------------------------------------- | -------------------------------------- | -------------------------------------- | -------------------------------------- | -------------------------------------- | -------------------------------------- | -------------------------------------- | -------------------------------------- |
| Positie:                               | 34                                     | 32                                     | 5                                      | 2                                      | 1                                      | 1                                      | 1                                      | 1                                      | 3                                      | 5                                      | 6                                      | 8                                      | 11                                     | 7                                      | 16                                     | 25                                     | 34                                     | uit                                    |

### NederlandseSingle Top 100
| Hitnotering: 21-12-2002 t/m 10-05-2003 | Hitnotering: 21-12-2002 t/m 10-05-2003 | Hitnotering: 21-12-2002 t/m 10-05-2003 | Hitnotering: 21-12-2002 t/m 10-05-2003 | Hitnotering: 21-12-2002 t/m 10-05-2003 | Hitnotering: 21-12-2002 t/m 10-05-2003 | Hitnotering: 21-12-2002 t/m 10-05-2003 | Hitnotering: 21-12-2002 t/m 10-05-2003 | Hitnotering: 21-12-2002 t/m 10-05-2003 | Hitnotering: 21-12-2002 t/m 10-05-2003 | Hitnotering: 21-12-2002 t/m 10-05-2003 | Hitnotering: 21-12-2002 t/m 10-05-2003 | Hitnotering: 21-12-2002 t/m 10-05-2003 | Hitnotering: 21-12-2002 t/m 10-05-2003 | Hitnotering: 21-12-2002 t/m 10-05-2003 | Hitnotering: 21-12-2002 t/m 10-05-2003 | Hitnotering: 21-12-2002 t/m 10-05-2003 | Hitnotering: 21-12-2002 t/m 10-05-2003 | Hitnotering: 21-12-2002 t/m 10-05-2003 | Hitnotering: 21-12-2002 t/m 10-05-2003 | Hitnotering: 21-12-2002 t/m 10-05-2003 | Hitnotering: 21-12-2002 t/m 10-05-2003 |
| Week:                                  | 1                                      | 2                                      | 3                                      | 4                                      | 5                                      | 6                                      | 7                                      | 8                                      | 9                                      | 10                                     | 11                                     | 12                                     | 13                                     | 14                                     | 15                                     | 16                                     | 17                                     | 18                                     | 19                                     | 20                                     |                                        |
| -------------------------------------- | -------------------------------------- | -------------------------------------- | -------------------------------------- | -------------------------------------- | -------------------------------------- | -------------------------------------- | -------------------------------------- | -------------------------------------- | -------------------------------------- | -------------------------------------- | -------------------------------------- | -------------------------------------- | -------------------------------------- | -------------------------------------- | -------------------------------------- | -------------------------------------- | -------------------------------------- | -------------------------------------- | -------------------------------------- | -------------------------------------- | -------------------------------------- |
| Positie:                               | 9                                      | 1                                      | 1                                      | 1                                      | 1                                      | 1                                      | 2                                      | 4                                      | 4                                      | 7                                      | 8                                      | 8                                      | 13                                     | 20                                     | 25                                     | 34                                     | 39                                     | 46                                     | 54                                     | 85                                     | uit                                    |

### VlaamseUltratop 50
| Hitnotering: 21-12-2002 t/m 17-05-2003 | Hitnotering: 21-12-2002 t/m 17-05-2003 | Hitnotering: 21-12-2002 t/m 17-05-2003 | Hitnotering: 21-12-2002 t/m 17-05-2003 | Hitnotering: 21-12-2002 t/m 17-05-2003 | Hitnotering: 21-12-2002 t/m 17-05-2003 | Hitnotering: 21-12-2002 t/m 17-05-2003 | Hitnotering: 21-12-2002 t/m 17-05-2003 | Hitnotering: 21-12-2002 t/m 17-05-2003 | Hitnotering: 21-12-2002 t/m 17-05-2003 | Hitnotering: 21-12-2002 t/m 17-05-2003 | Hitnotering: 21-12-2002 t/m 17-05-2003 | Hitnotering: 21-12-2002 t/m 17-05-2003 | Hitnotering: 21-12-2002 t/m 17-05-2003 | Hitnotering: 21-12-2002 t/m 17-05-2003 | Hitnotering: 21-12-2002 t/m 17-05-2003 | Hitnotering: 21-12-2002 t/m 17-05-2003 | Hitnotering: 21-12-2002 t/m 17-05-2003 | Hitnotering: 21-12-2002 t/m 17-05-2003 | Hitnotering: 21-12-2002 t/m 17-05-2003 | Hitnotering: 21-12-2002 t/m 17-05-2003 | Hitnotering: 21-12-2002 t/m 17-05-2003 | Hitnotering: 21-12-2002 t/m 17-05-2003 | Hitnotering: 21-12-2002 t/m 17-05-2003 |
| Week:                                  | 1                                      | 2                                      | 3                                      | 4                                      | 5                                      | 6                                      | 7                                      | 8                                      | 9                                      | 10                                     | 11                                     | 12                                     | 13                                     | 14                                     | 15                                     | 16                                     | 17                                     | 18                                     | 19                                     | 20                                     | 21                                     | 22                                     |                                        |
| -------------------------------------- | -------------------------------------- | -------------------------------------- | -------------------------------------- | -------------------------------------- | -------------------------------------- | -------------------------------------- | -------------------------------------- | -------------------------------------- | -------------------------------------- | -------------------------------------- | -------------------------------------- | -------------------------------------- | -------------------------------------- | -------------------------------------- | -------------------------------------- | -------------------------------------- | -------------------------------------- | -------------------------------------- | -------------------------------------- | -------------------------------------- | -------------------------------------- | -------------------------------------- | -------------------------------------- |
| Positie:                               | 8                                      | 2                                      | 1                                      | 1                                      | 1                                      | 2                                      | 2                                      | 3                                      | 4                                      | 5                                      | 6                                      | 7                                      | 8                                      | 7                                      | 8                                      | 11                                     | 12                                     | 14                                     | 22                                     | 31                                     | 37                                     | 47                                     | uit                                    |

### NPO Radio 2 Top 2000
| Nummer met noteringen in de NPO Radio 2 Top 2000 | '15 | '16 | '17 | '18 | '19 | '20 | '21 | '22 | '23 | '24 |
| ------------------------------------------------ | --- | --- | --- | --- | --- | --- | --- | --- | --- | --- |
| Lose Yourself                                    | 218 | 153 | 146 | 63  | 95  | 74  | 76  | 61  | 53  | 48  |

1. ↑  Een vetgedrukt getal geeft de hoogste notering aan.
2. ↑  2015 was het eerste jaar met een notering voor dit nummer.